# Rache für Jesse James
Rache für Jesse James (Originaltitel: The Return of Frank James) ist ein US-amerikanischer Western des deutsch-österreichischen Regisseurs Fritz Lang aus dem Jahr 1940. Es handelt sich um die Fortsetzung des 1939 gedrehten Films Jesse James, Mann ohne Gesetz. Die Besetzung ist fast identisch. Erneut übernahm Henry Fonda die Rolle des Frank James, dieses Mal als Hauptrolle.

## Handlung
Robert Ford und sein Bruder Charlie werden für ihren hinterhältigen Mord an Jesse James in einem Scheinprozess zunächst von den Geschworenen zum Tode verurteilt, dann aber durch Interventionen des korrupten Eisenbahnbetriebes begnadigt und freigelassen. Als Jesses Bruder Frank, der sich auf eine Farm zurückgezogen hat, davon erfährt, macht er sich gemeinsam mit seinem jugendlichen Ziehsohn Clem auf die Suche nach ihnen. Er will seinen Bruder rächen, doch die Ford-Brüder haben sich längst aus dem Staub gemacht. Das Geld für die lange Verfolgung stiehlt Frank von der Eisenbahngesellschaft, die für den Tod seines Bruders und davor seiner Mutter mitverantwortlich war. Frank und Clem entkommen ihren Verfolgern, die aus Versehen den Wachmann der Station erschießen – allerdings wird Frank fälschlicherweise bezichtigt, den Wachmann ermordet zu haben.
Inkognito als Mr. Woodsen lernt Frank in Denver Eleanor Stone kennen, die Tochter eines Zeitungsinhabers, die gegen den Willen ihres Vaters selbst Reporterin werden will. Clem erzählt Eleanor eine Geschichte über Franks angeblichen Tod in einer Schießerei an der Grenze zu Mexiko, was sie durch die Zeitung verbreitet. Dadurch wiegen sich die Fords in Sicherheit und treten öffentlich in einem Stück über die Ermordung von Jesse James auf, müssen aber erneut fliehen, als Frank sich zu erkennen gibt, wobei Charlie während der Verfolgung bei einem Sturz stirbt. Längst nicht alle haben an den Tod von Frank James geglaubt, so wird er hartnäckig von Runyon, dem Detektiv der Eisenbahngesellschaft, verfolgt. Runyon entlarvt in Denver Mr. Woodsen als Frank James, aber Eleanor hegt trotzdem noch Sympathien für Frank.
Pinky, der afroamerikanische Bedienstete der Familie James, ist durch Betreiben der Eisenbahngesellschaft des Mordes am Vorsteher angeklagt worden – Frank muss sich entscheiden, entweder Pinky vor dem Todesurteil zu retten oder Robert Ford weiter zu verfolgen. Er hört auf sein Gewissen und stellt sich. Bei der daraufhin anberaumten Gerichtsverhandlung ist Eleanor Stone als Reporterin vor Ort. Major Cobb, der kämpferische Zeitungsverleger und Freund von Frank, übernimmt die Verteidigung. Er bedient die Ressentiments der Jury und des Richters gegen die im Bürgerkrieg siegreichen Nordstaaten. Zudem geht er auf die größeren Zusammenhänge des Prozesses und damit auch den Krieg zwischen Eisenbahngesellschaft und einfachen Farmern ein. So gewinnt er die Sympathien der Geschworenen. Die Verhandlung endet mit dem Freispruch Franks, sehr zum Schreck von Robert Ford, der sich siegessicher im Gerichtssaal eingefunden hatte. Ford rennt aus dem Saal und tötet dabei Clem, der sich ihm entgegengestellt hat. Sofort nimmt Frank die Verfolgung Fords auf, der aber von Clem bereits tödlich verwundet wurde und stirbt. Da der Tod seines Bruders nun gerächt ist, kann Frank ein neues Leben beginnen.

## Hintergrund
Für den aus Deutschland in die USA emigrierten Fritz Lang war Rache für Jesse James vor allem das Farbfilmdebüt sowie sein erster Western. Mit Überfall der Ogalalla drehte er ein Jahr später einen weiteren Western.
Henry Fonda war von der Zusammenarbeit mit Fritz Lang, für den er schon 1937 in Gehetzt vor der Kamera gestanden hatte, entsetzt und warf ihm vor, den Schauspielern fehlenden Respekt entgegenzubringen: „Er war ein meisterhafter Puppenspieler, aber ohne jedes Gefühl, und er konnte sehr brutal sein.“
In Deutschland wurde der Film erstmals 1952 gezeigt.

## Kritik
Das Lexikon des internationalen Films kam zu dem Schluss, dass „Langs erster Western […] geschickt mit den Versatzstücken des Genres [spielt]“. Dem Regisseur sei es dabei „weniger um die äußere Handlung und die historischen Fakten“ gegangen, als „um die Problematik der Outlaws, die ihre Rechte nur mit Gewalt geltend machen können“.
Der französische Regisseur Jean-Luc Godard äußerte sich später lobend über den Film:

„Die Inszenierung ist von einer Präzision, die ans Abstrakte grenzt. Beim Schnitt überwiegt die Intelligenz der Sensibilität. […] Wenn The Return of Frank James mit einem Happy-End schließt, im Gegensatz zu vielen anderen Filmen Langs, sollte man darin keine Konzession an die amerikanische Zensur sehen. […] Wenn der scheue Individualist Frank James sein Glück findet, dann nur, nachdem er moralisch für seinen Schmerz entschädigt worden ist.“

## Deutsche Fassungen
Eine erste deutsche Synchronfassung entstand 1951. Im Jahr 1972 gab die ARD eine Neusynchronisation bei der Berliner Synchron GmbH in Auftrag, die unter der Synchronregie und nach dem Dialogbuch von Lothar Michael Schmitt realisiert wurde. Für das ZDF wurde der Film 1980 von der Berliner Synchron GmbH unter der Leitung von Lothar Michael Schmitt ein weiteres Mal synchronisiert.
| Rolle                      | Darsteller         | Synchronsprecher 1951 | Synchronsprecher 1972   | Synchronsprecher 1980 |
| -------------------------- | ------------------ | --------------------- | ----------------------- | --------------------- |
| Frank James                | Henry Fonda        | Wolfgang Preiss       | Jürgen Thormann         | Randolf Kronberg      |
| Eleanor Stone              | Gene Tierney       | Gerda Maria Terno     | Barbara Peters          | Susanna Bonasewicz    |
| Tom „Clem“ Grayson         | Jackie Cooper      | –                     | Uwe Paulsen             | Uwe Paulsen           |
| Major Cobb                 | Henry Hull         | –                     | Friedrich W. Bauschulte | Klaus Miedel          |
| Robert Ford                | John Carradine     | –                     | Horst Keitel            | Jochen Schröder       |
| Runyan                     | J. Edward Bromberg | –                     | Gerd Duwner             | Gerd Duwner           |
| McCoy                      | Donald Meek        | –                     | Dietrich Frauboes       | Herbert Stass         |
| Stationsvorsteher (Eldora) | Eddie Collins      | –                     | Franz Nicklisch         | –                     |
| Richter                    | George Barbier     | –                     | Eduard Wandrey          | Joachim Cadenbach     |
| Ankläger                   | Russell Hicks      | –                     | Siegmar Schneider       | Heinz Petruo          |
| Pinky                      | Ernest Whitman     | –                     | Heinz Theo Branding     | Helmut Krauss         |
| Roy                        | George Chandler    | –                     | Arne Elsholtz           | Manfred Petersen      |